# バニラビーンズV
『バニラビーンズV』（バニラビーンズ ファイブ）は、日本の女性アイドルデュオバニラビーンズの5枚目のアルバム。2016年2月3日にavex traxから発売。

## 概要
バニラビーンズがAVAXに移籍して出した最初の、前作からはちょうど1年ぶりとなったアルバム。これまでのアルバムと同じ所属事務所ミラクル・バスの作家陣の作品に加え、先行するワンマンライブ会場限定CD、シングルなどの曲も収録している。
初回限定版と通常版があり、初回限定版にはDVDが付属し、通常版には神戸女子大学CM公式ソング「だって世界は君が思うよりもっと」が収録されている。

## 収録曲
1. Say Goodbye
作詞・作曲・編曲：髙見優
2. 女はそれを我慢しない
作詞・岩城由美　作曲・編曲：松井寛
3. ナイト・アンド・フライ
作詞・作曲・編曲：日高央
4. DARE feat. RAM RIDER
作詞・作曲：GORILLAZ 編曲：RAM RIDER
GORILLAZのカバー
5. ブランニュー・トワイライト
作詞・関谷謙太郎　作曲・編曲：大隅知宇
6. Lady Survivor
作詞・岩城由美　作曲・編曲：信澤宣明
7. BOYZ ＆ GIRLZ
作詞・作曲・編曲：日高央
8. 情熱バイオレンス
作詞・ENA☆　作曲・編曲：横山克
9. ビーニアス
作詞・只野菜摘 作詞・編曲：大隅知宇
10. スタイル・アンド・カウンシル
作詞・作曲・編曲：日高央
11. lonesome X
作詞・関谷謙太郎　作曲・編曲：大隅知宇
12. Now ＆ Forever
作詞・作曲・編曲：今井晶規
13. だって世界は君が思うよりもっと
作詞：川之上智子　作曲・編曲：SUI
（神戸女子大学CM公式ソング、通常版のみに収録）